# Sainte-Agathe-des-Monts
Sainte-Agathe-des-Monts è un comune del Canada, situato nella provincia del Québec, nella regione di Laurentides.